# Protège-Moi
Protège-Moi este single-ul cu numărul douăzeci al trupei de rock alternativ Placebo, lansat pe 2 martie 2004, și ultimul single de pe cel de-al patrulea album al trupei, Sleeping With Ghosts. La fel ca și „Burger Queen Français”, a fost lansat special pentru fanii francezi, însă, spre deosebire de acesta din urmă, avea să beneficieze de videoclip. Adaptarea versurilor din engleză în franceză a fost realizată de romanciera Virginie Despentes.
Pe acest cântec, formația Placebo a colaborat cu Simon Breed, solistul fostei trupe a lui Steve Hewitt, care asigură partea de armonică.

## Lista melodiilor

### CD
1. „Protège-Moi” - 3:14
2. „This Picture” - 3:36

## Despre versuri
Brian Molko vorbea despre cântec ca fiind „...îndreptat dinspre slăbiciunile spre dorințele noastre, dorințe contradictorii. Ca multe alte cântece, vorbește despre confuzii.”, fiind completat de Steve Hewitt: „Și despre presiunea exercitată de societate.”

## Despre videoclip
Regizat de Gaspar Noé, videoclipul piesei „Protège-Moi” nu a fost niciodată lansat în mod oficial și nici nu a fost promovat pe canalele specializate, fiind mult prea explicit (putem să îl etichetăm chiar pornografic, fără a greși prea mult). Nu a apărut nici pe varianta DVD a colecției de single-uri ce avea să fie lansată în același an, în octombrie; în locul acestui clip, cei de la Placebo au introdus varianta live de pe DVD-ul Soulmates Never Die (Live in Paris 2003). „Am fost nevoiți să facem asta”, explica Brian Molko pe același DVD, „altfel, singurul loc de unde ați fi putut cumpăra acest DVD ar fi fost sex-shopul”.
Cum era și de așteptat, Placebo nu apare în videoclipul original regizat de Noé; numai la început, preț de câteva secunde, în timp ce una din eroine se privește într-o oglindă, undeva în fața ei se poate zări o fotografie a celor trei membri ai trupei.